# Mycalesis albocincta
Mycalesis albocincta är en fjärilsart som beskrevs av Hans Rebel 1914. Mycalesis albocincta ingår i släktet Mycalesis och familjen praktfjärilar. Inga underarter finns listade i Catalogue of Life.